# Llac Mugesera

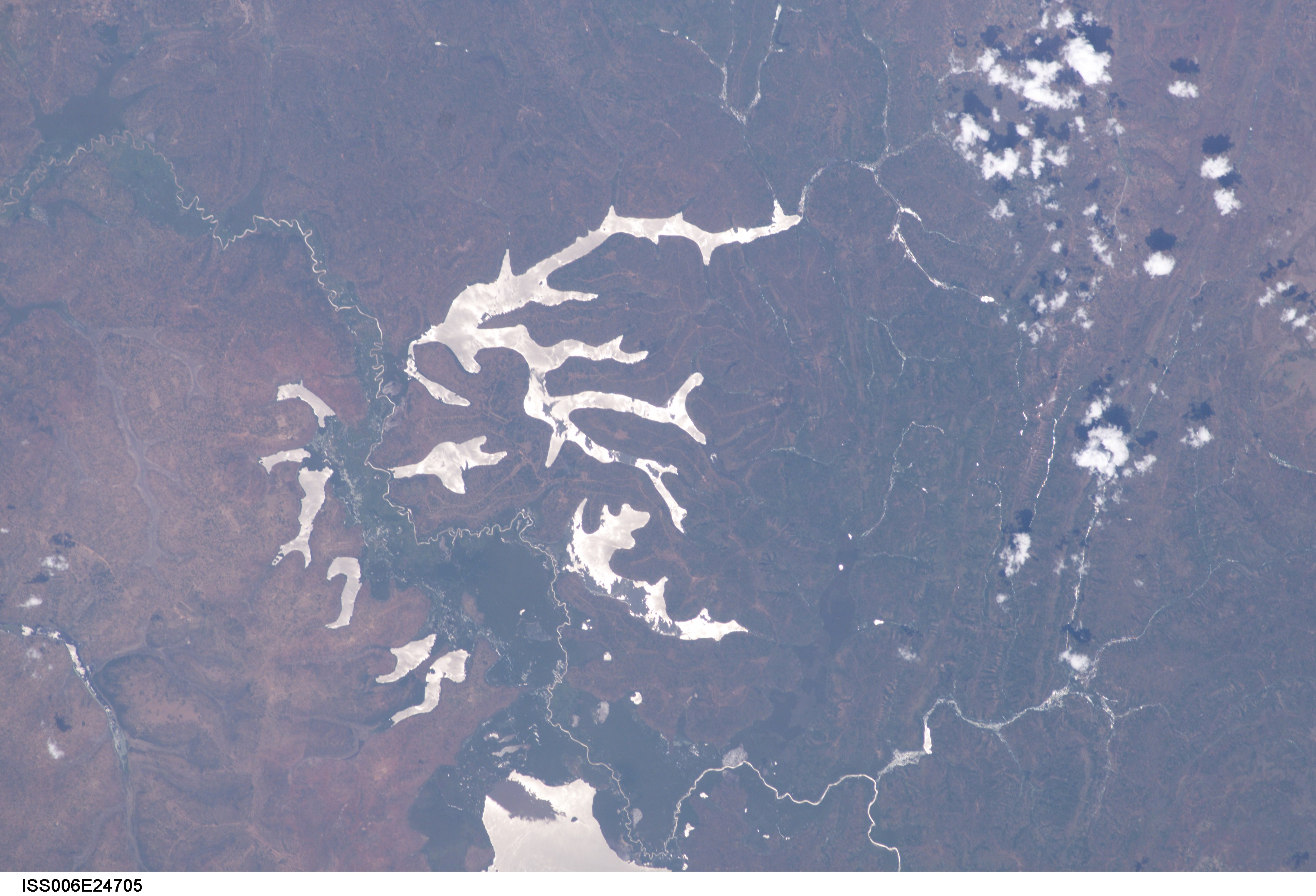
Fotografia de Ruanda des de l'Estació Espacial Internacional.

El llac Mugesera és un llac situat a l'Altiplà Central, al sud-oest de Kigali, a la Província de l'Est (Ruanda). Forma part d'un complex de llacs i aiguamolls en una vall plana que corre en direcció S-SE, de 35 km d'ample. El riu Nyabarongo fa meandres al sud a través de la vall, inundant-lo per crear una zona de pantans i llacs permanents.
El llac es troba al marge oriental del riu i és el llac més gran del complex. Encara que prop de l'equador, el clima és comparativament temperat a causa de l'elevació. Les temporades plujoses són de març a maig i de setembre a desembre.
El llac és alimentat per una sèrie de rius i rierols menors provinents de les crestes cap al nord, l'est i el sud, que lliuren la major part de l'aigua durant les estacions de pluja. L'aigua generalment és a una temperatura de 25 °C. Hi abunden els peixos i hi ha moltes espècies d'aus aquàtiques. També hi ha tortugues d'aigua, cocodrils, serps i llúdries.
Al segle xv, la regió al voltant del llac va ser assentada pel llinatge Hondogo dels tutsis, pastors que havien format un estat independent. Els tutsis van emigrar a la regió de Virunga de Ruanda durant els segles XV i XVI, establint-se entre el llac Mugesera i el llac Muhazi. A poc a poc van adquirir poder en la major part de la regió de l'actiañ Ruanda, alhora que es barrejaren amb els hutus i s'assimilaren culturalment amb ells.